# 慕容荘
慕容 荘（ぼよう そう、生没年不詳）は、五胡十六国時代の前燕の人物。昌黎郡棘城県の出身。

## 生涯
前燕に仕え、并州刺史に任じられ、東海王に封じられていた。
建熙11年（370年）9月、前秦の尚書令王猛・鎮南将軍楊安・虎牙将軍張蚝が慕容荘が守る晋陽を攻めた。晋陽は兵や兵糧が多く、前秦軍は攻めあぐねた。そこで張蚝が壮士数百を率いて、地中から道を開いて城内に潜入した。城内に入った張蚝らは大呼しながら暴れ回り、やがて王猛や楊安も入城して晋陽を攻略、慕容荘は捕らえられた。
これ以後の事績は、史書に記されていない。